# Greg Kinnear
Gregory Buck „Greg” Kinnear (n. 17 iunie 1963) este un actor american de film și televiziune. A fost nominalizat la Premiile Oscar pentru interpretarea lui Simon din Mai bine nu se poate.
Kinnear a jucat în mai multe filme cu succes la public, printre care Sabrina, You've Got Mail, Nurse Betty, We Were Soldiers, Little Miss Sunshine, Invincible și Green Zone, dar și în seriale precum Prietenii tăi, Talk Soup, The Kennedys, Modern Family și Rake.